# Federico Campbell
Federico Campbell Quiroz (Tijuana, Baja California, 1 de julio de 1941 - Ciudad de México, 15 de febrero de 2014), conocido como Federico Campbell, fue un periodista, editor, ensayista, traductor y narrador mexicano.

## Datos biográficos
Su infancia transcurrió en Tijuana, Baja California, y en Navojoa y Huatabampo, Sonora. Estudió la preparatoria en Hermosillo, Sonora, de 1957 a 1958. Se mudó a la Ciudad de México en 1960 para ingresar a la Universidad Nacional Autónoma de México, en donde realizó estudios de derecho y filosofía. Viajó a Nueva York en mayo de 1961 y de ahí a Europa, en el barco Aurelia, junto con un grupo de jóvenes cuáqueros del American Friends Service Committee, que acamparían en Suiza y en el sur de Italia, para luego pasar a Le Havre. Después, regresó a Italia y recorrió toda la península, trayecto que lo marcaría de por vida.
En 1964, ingresó al taller literario del escritor Juan José Arreola, al lado de Elsa Cross, José Agustín, Gerardo de la Torre, Alejandro Aura y José Carlos Becerra, entre otros. Tres años después, ganó una beca de The World Press Institute para estudiar periodismo en el Macalester College, en Saint Paul, Minnesota. En 1969, fue corresponsal en Washington D. C., de la Agencia Mexicana de Noticias. Al año siguiente, viajó a España, en donde realizó una serie de entrevistas a escritores que fructificaron en su primer libro, Infame turba (1971), al que seguiría un año después Entrevistas con escritores (1972).[cita requerida]

### Trayectoria periodística y editorial
Ejerció el periodismo toda su vida, trabajando en muchos diarios y revistas de alcance nacional. Cuando estudió en Minnesota, envió colaboraciones al suplemento cultural Diorama de la Cultura, del diario Excélsior. A su regreso, conoció a Julio Scherer, director del periódico, quien tendría una importante influencia en su actividad periodística y en su pensamiento.
De 1973 a 1977, dirigió la revista Mundo Médico. Fue reportero de la sección cultural de la revista Proceso, de 1977 a 1988. En 1977, fundó, con sus propios recursos, la editorial La Máquina de Escribir, la cual publicó las primeras obras de escritores entonces jóvenes que desarrollaron posteriormente destacadas carreras literarias, como Juan Villoro, Carmen Boullosa, Jorge Aguilar Mora, Bárbara Jacobs, José María Espinasa, Carlos Chimal, Coral Bracho, Antonio del Toro, David Huerta, Rosario Ferré y Fabio Morábito, entre otros.[cita requerida]
Escribió en el diario La Jornada, de 1989 a 1993, la columna semanal “Máscara Negra” y, hasta antes de su fallecimiento, la columna "La hora del lobo", también semanal, en el periódico Milenio. Sobre ese título, el mismo de la película de Ingmar Bergman, citaba su pasaje favorito que le animó a darle nombre a la columna: “La hora del lobo es el momento entre la noche y la aurora cuando la mayoría de la gente muere, cuando el sueño es más profundo, cuando las pesadillas son más reales, cuando los insomnes se ven acosados por sus mayores temores, cuando los fantasmas y los demonios son más poderosos”.
Fue colaborador de diarios y suplementos de diversas partes del país, como El Vigía, de Ensenada; Río Doce, de Culiacán; Frontera y El Mexicano, "Zeta" de Tijuana; El Silenciero, de Ciudad Juárez, y Punto y Aparte, de Xalapa.[cita requerida]

### Fallecimiento
Se encontraba de viaje en Tijuana, su ciudad natal, para ofrecer una conferencia magistral sobre la vida y obra de Juan Rulfo en el CECUT y para recibir el nombramiento como Presidente Honorario de la feria del libro de esa ciudad. De regreso a la Ciudad de México, ya presentaba un cuadro de afectación respiratoria. Fue internado en el Hospital Mocel de San Miguel Chapultepec, en la Ciudad de México, el 31 de enero, por neumonía, y se reportó su estado como grave. Días más tarde, el 5 de febrero, tras hacerle unos análisis, su hijo, el periodista Federico Campbell Peña, confirmó lo que ya se sospechaba: contrajo el virus AH1N1 de la influenza. El escritor estaba recibiendo asistencia mecánica de tipo ventilatorio (intubado), y desde su internamiento fue atendido por insuficiencia renal derivado de la influenza que padeció. Falleció acompañado de us familia cercana y muchas amistades el 15 de febrero a las 12 del día. Su cuerpo se trasladó al Panteón Francés de la colonia San Joaquín, donde recibió sepultura el 16 de febrero del 2014.[cita requerida]

## Obras
Periodismo
- Infame turba, Lumen, 1971. Escrito durante su estancia en Barcelona, recoge 26 entrevistas a ensayistas, poetas y escritores (como Pere Gimferrer, Luis Goytisolo, Leopoldo María Panero y Jaime Gil de Biedma) de esa región, durante la peculiar última etapa del franquismo.
- Conversaciones con escritores, SepSetentas, 1972. Reedición: Conaculta, 2004. Selección de sus entrevistas publicadas en diarios y revistas entre 1966 y 1972, a escritores como Fernando Benítez, Juan José Arreola, Eduardo Lizalde, Homero Aridjis y José Carlos Becerra.
- Periodismo escrito, Alfaguara, 2002; edición revisada, 2016.

Novela
- Pretexta, FCE, 1979. El personaje es el periodista Bruno Medina, a quien se le encarga una biografía falsa del profesor Álvaro Ocaranza. La novela revela las relaciones entra la prensa y el poder.[3]
- Todo lo de las focas, UNAM, 1982; Universidad de Guanajuato, 2005. Novela corta ubicada en la Tijuana de los años 50. Es una historia de amor a la vez que una recreación de la ciudad, narrada con tintes oníricos.
- La clave Morse, Alfaguara, 2001.
- Traspeninsular, Joaquín Mortiz 2000, Premio Bellas Artes de Narrativa Colima para Obra Publicada, 2000.

Cuento
- Los brothers, UAM, 1984.
- Tijuanenses, Joaquín Mortiz, 1989. Contiene cuatro relatos y la novela Todo lo de las focas. Es una reconstrucción de la ciudad y de los habitantes de Tijuana a través de la memoria, el recuerdo, la nostalgia. La edición de 2008 contiene dos relatos adicionales.
- Territorios sentimentales (plaquette), Cuadernos de Malinalco (Instituto Mexiquense de Cultura), c. 1990.

Diarios
- Post scriptum triste, Ed. del Equilibrista y UNAM, 1994.

Ensayo
- La memoria de Sciascia, FCE, 1989. Análisis de la obra del escritor siciliano Leonardo Sciascia, enfocado en los temas de la mafia, la sicilianidad, la hispanidad y los elementos comunes entre españoles, mexicanos y sicilianos. Habla de Sicilia como metáfora del mundo contemporáneo: la “sicilianización del mundo” y la desaparición del Estado. Consta de 15 ensayos, una crónica de viaje por esa región italiana y una entrevista con el autor, de quien fue amigo.
- La invención del poder, Aguilar, 1994.
- Máscara negra. Crimen y poder, Joaquín Mortiz, 1995.
- Padre y memoria, ed. sin nombre, México, 2009; Planeta, 2016.
- La era de la criminalidad, FCE, 2014.

Entrevista
- La máquina de escribir, entrevista a Hernán Becerra Pino, Centro Cultural de Tijuana, 1997.

Antologías
- La sombra de Serrano, Proceso, 1980. La compilación se subtitula: De la matanza de Huitzilac a la expulsión de Calles por Cárdenas.
- El imperio del adiós, Aldus y La Centena, 2002.
- Regreso a casa, Conaculta, 2014.

Como editor y/o compilador
- La patria es de todos: voces de la disidencia cubana, Ed. del Milenio, 1998.
- Fernando Gamboa, embajador del arte mexicano, Conaculta, 1991.
- La ficción de la memoria: Juan Rulfo ante la crítica, Era-UNAM, 2003.

Como traductor
- El honorable, de Leonardo Sciascia, ed. del Milagro, 1965.
- La pesca de la trucha en Norteamérica, de Richard Brautigan, Extemporáneos, 1972.

Otros
- De cuerpo entero, UNAM, 1990.

## Premios y reconocimientos
- 1967 - Beca de The World Press Institute para estudiar periodismo en Minnesota
- 1990 - Becario del Fondo Nacional para la Cultura y las Artes (Fonca)
- 1995 - Beca de la John Simon Guggenheim Memorial Foundation[12]
- 1999 - Becario del Sistema Nacional de Creadores de Arte del Fonca
- 2000 - Premio Nacional de Narrativa Colima para Obra Publicada, otorgado por el Instituto Nacional de Bellas Artes (INBA) y por la Universidad de Colima, por su novela Transpeninsular.
- 2003 - Homenaje en el VIII Encuentro Hispanoamericano de Escritores Horas de Junio, en Hermosillo.
- 2009 - Creador Emérito de Baja California, otorgado por el gobierno del estado de Baja California.
- 2011 - Premio Nacional Letras de Sinaloa
- 2011 - Homenaje del INBA por su trayectoria y septuagésimo cumpleaños
- 2014 - Un mes antes de fallecer, fue nombrado presidente honorario de la 32.ª Feria del Libro de Tijuana.
- 2014 - Se asignó su nombre a un vagón del Metro de la Ciudad de México.[13]
- 2015 - El Centro Cultural Tijuana dio el nombre “Federico Campbell” a su sala de usos múltiples.
- 2021 - La XXIII Ayuntamiento de Tijuana dio el nombre “Federico Campbell” a la calle Río Bravo, en la colonia Revolución.[14]

## Vida familiar y privada
Hijo del telegrafista Federico Campbell y de la maestra Carmen Quiroz. Nació en la ciudad de Tijuana en 1941. Murió en CDMX en el 2014. Se casó en 1986 con la editora y Promotora Cultural Carmen Gaitán Rojo quien lo acompañó a lo largo de 28 años y hasta su muerte. Fue pareja de Margarita Peña Muñoz, escritora, traductora e investigadora mexicana. Su hijo, Federico Campbell Peña, es periodista.[cita requerida]